# ITA Men’s All-American Championships 2017
Die ITA Men’s All-American Championships 2017 waren ein Herren-Tennisturnier im College Tennis, welches inklusive sämtlicher Qualifikationsrunden im Zeitraum zwischen dem 30. September und dem 9. Oktober in Tulsa, Oklahoma ausgetragen wurde.

## Einzel

### Setzliste
| Nr. | Spieler            | Erreichte Runde |
| --- | ------------------ | --------------- |
| 1.  | Mikael Torpegaard  | Halbfinale      |
| 2.  | Nuno Borges        | 2. Runde        |
| 3.  | Petros Chrysochos  | Viertelfinale   |
| 4.  | William Blumberg   | Sieg            |
| 5.  | Alfredo Perez      | Achtelfinale    |
| 6.  | William Bushamuka  | 1. Runde        |
| 7.  | Skander Mansouri   | Achtelfinale    |
| 8.  | Constantin Schmitz | Achtelfinale    |

| Nr.    | Spieler          | Erreichte Runde |
| ------ | ---------------- | --------------- |
| 9.–16. | Julian Cash      | Achtelfinale    |
| 9.–16. | Gustav Hansson   | Viertelfinale   |
| 9.–16. | Thomas Laurent   | Halbfinale      |
| 9.–16. | Wayne Montgomery | 1. Runde        |
| 9.–16. | Spencer Papa     | 1. Runde        |
| 9.–16. | Martin Redlicki  | Finale          |
| 9.–16. | Harrison Scott   | Achtelfinale    |
| 9.–16. | Timo Stodder     | 2. Runde        |

## Doppel

### Setzliste
| Nr. | Paarung                             | Erreichte Runde |
| --- | ----------------------------------- | --------------- |
| 1.  | Skander Mansouri Christian Seraphim | 1. Runde        |
| 2.  | Robert Loeb Jan Zieliński           | 1. Runde        |
| 3.  | William Blumberg Robert Kelly       | Finale          |
| 4.  | Johannes Ingildsen Alfredo Perez    | Sieg            |

| Nr.   | Paarung                        | Erreichte Runde |
| ----- | ------------------------------ | --------------- |
| 5.–8. | Spencer Furman Nick Stachowiak | 1. Runde        |
| 5.–8. | Niclas Braun Trevor Foshey     | Achtelfinale    |
| 5.–8. | Martin Joyce Mikael Torpegaard | Achtelfinale    |
| 5.–8. | Fabian Fallert Grey Hamilton   | 1. Runde        |